# دی من‌ها
مِینیز یا دی مِینیز یا دی من‌ها در آیین روم باستان عبارت بود از خدایانی که گمان آن می‌رفت با روح افراد درگذشته ای که مورد علاقهٔ مردم بودند در ارتباط است. آنها با لارس، جنیوس، دی پناتس و لمورس که دربارهٔ زندگی خانوادگی، محلی و طلسم‌های شخصی بودند، مربوط بودند. آنها به ردهٔ «آنها که در عالم پایین سرگردانند»، مجموعه ای از خدایان و افراد مقدسی که مرده‌اند، تعلق دارند. مینیز در ماه فوریه بزرگ داشته می‌شوند.

## لاپیس مانالیس
هرگاه یک شهر تازه بنا نهاده می‌شد، یک سوراخ گرد در زمین کنده می‌شد و یک سنگ به نام لاپیس مانالیس در آن قرار داده می‌شد. این سنگ نماد دروازهٔ عالم پایین بود.